# Колби Кале
Колби Мари Кале (енгл. Colbie Marie Caillat; Малибу, 28. мај 1985) америчка је кантауторка. Прославила се преко друштвене мреже Мајспејс, а у то време била је непотписани уметник који је креирао музику. Након што је потписала уговор са издавачком кућом Universal Republic Records, објавила је први студијски албум под називом Coco у јулу 2007. године. На албуму су се нашли хит синлгови Bubbly и Realize, а продат је у 2.060.000 примерака у Сједињеним Државама и додељен му је два пута платинасти сертификат од стране Америчког удружења дискографских кућа.
Године 2008. снимила је дует Lucky са Џејсоном Мразом, који је освојио Греми награду. У августу 2009. године објавила је други студијски албум под називом Breakthrough, а он је дебитовао на првом месту листе Билборд 200. Америчко удружење дискографских кућа сертификовало је албум златним сертификатом. Breakthrough је номинован за најбољи поп вокални албум на додели Греми награда 2010. године. Колби је била део групе која је освојила Греми награду 2010. године, певајући позадинске вокале на албуму Fearless album, певачице Тејлор Свифт. Године 2011. објавила је трећи студијски албум под називом All of You, а у октобру наредне године први божићни албум под називом Christmas in the Sand. Од 2018. године била је члан кантри музичке групе Gone West, а 12. августа 2020. године на свом Инстаграм профилу објавила је да бенд престаје са радом.
Укупно је продала више од шест милиона албума широм света и преко 10 милиона синглова. Године 2009. проглашена је 94. најпродаванијом уметницом часописа Билборд, током двехиљадитих година.

## Биографија
Колби је рођена 28, маја 1985. године у Малибуу, Калифорнија, а одрасла у Њубури Парку. Њен отац Кен Кале је копродуцент албума Rumours (1977), Tusk (1979) и Mirage (1982) бенда Fleetwood Mac. Када је била дете, родитељи су јој дали надимак Coco, како ће касније назвати свој деби албум. Као дете похађала је часова клавира, али јој је недостајала значајна инспирација све док није напунила 11 година, када је остала одушевљена наступом Лаурин Хил. Схватила је да жели да буде певачица и почела је да похађа часове вокала, први пут наступајући на сцени у шестом разреду. Након тога обрадила је песму Роберте Флак Killing Me Softly, а претходно је обрадила хит песму Лауре Хил, Tell Him. Након тога, Колби је упознала продуцента Микала Блуе, који ју је ангажовао да пева на техни песмама, које су се користиле на модним ревијама.
Почела је да свира акустичну гитару са 19 година, а Блу јој је помогао да сними прву песму. Била је на аудицији за Амерички идол, где је одбијена. Други пут када је била на аудицији за емисију, отпевала је своју оригиналну песму Bubbly, али је још једном одбијена. Истакла је да је била срамежљива и нервозна и да није изгледала најбоље, као и да није била спремна за то. Њен Мајспејс профил био је нарочито популаран у то време.
У периоду од 2009. до 2020. године била је у вези са певачем Џастином Јангом, а верили су се у мају 2015. године. Пар је прекинуо веридбу у априлу 2020. године. Колби подржава разне добротворне организације укључујући Farm Sanctuary, United Service Organizations, Wish Upon A Hero, MusiCares, Earth's Call Fund, the Humane Society of the United States и WE Charity.

## Каријера

### 2007—2008: Први студијски албум
Колби је први студијски албум под називом Coco објавила 10. јула 2007. године у Аустралији и Азији, а недељу дана касније у Северној Америци. Луксузно издање албума објављено је 3. септембра 2008. године у Јапану и 11. новембра 2008. године широм света. Албуму је два пута додељен платинасти сертификат од стране Америчког удружења дискографских кућа.
Први албумски сингл под називом Bubbly био је на петом месту листе Билборд хот 100 и на другом месту листе Поп 100. Такође се нашао на првом месту листе Хот адулт листе и на Хот адулт топ 40. Сингл је добио платинасти сертификат од стране Америчког удружења дискографских кућа 13. децембра 2007. године, а продат је у више од 2,6 милиона примерака у Сједињеним Државама. Дана 20. новембра 2007. године, Колби је објавила божићну песму Mistletoe, а која се нашла на седамдесет и петом месту листе Билборд хот 100. Ова песма била је уједно и највише преузимана празнична песма током 2007. године. Mistletoe нашао се у филму Baby Mama.
Други албумски сингл под називом Realize, објављен је 23. јануара 2008. године, а оне се нашла на двадесетом месту листе Билборд хот 100 и била њена друга песма међу двадесет најбољих у Сједињеним Државама. Трећи сингл под називом The Little Things објављен је у Немачкој 7. марта 2008. године а у октобру 2008. године у Сједињеним Државама. Сингл се није најбоље пласирао у САД и био је њен најслабији сингл са албума, заузевши 7. место на америчкој листи Билборд андер хот 100. Након тога, Колби је снимила и верзију ове песме на француском језику. Оригинални музички видео издан је само у Европи, а сниман је у Сан Франциску. Још један музички спот за песму снимљен је на Хавајима и био је увод у Bubbly. Четврти и последњи сингл са албума у Сједињеним Државама био је Somethin' Special (Beijing Olympic Mix), а објављен је 29. јула 2008. године. Песма је уврштена само у делукс издању. Објављен је као подршка америчким спортистима који су учествовали на Летњим олимпијских играма 2008. године у Пекингу. Колби такође пева на песмама You музичара Шилера и појављује се у споту за ту песму. Била је вокалисткиња и коаутор песме Breathe коју пева Тејлор Свифт.

### 2009—2012: Breakthrough и All of You
Дана 13. јануара 2009. године Колби је објавила дует са Џејсоном Мразом под називом "Lucky, а он се нашао на његовом албуму We Sing, We Dance, We Steal Things. Други студијски албум Колби под називом Breakthrough објављен је у августу 2009. године. Већину песама са албума написао је Џејсон Ривс у сарадњи са гитаристом Дејвидом Бекером на два песме. Бекер је такође сарађивао са оцем од Колби, Кеном. Колби је имала блокаду током снимања па је потражила помоћ од својих пријатеља Каре Дигард и Џејсон Ривса, који су отишли на Хаварије на три недеље, изнајмили кућу на плажи и писали песме.
Breakthrough је дебитовао на првом месту америчке листе Билборд 200 са продајом од 106.000 примерака током прве недеље од објављивања. Албуму је касније додељен златни сертификат од стране Америчког удружења дискографских кућа. Први албумски сингл, под називом Fallin' for You објављен је 29. јуна 2009. године. Сингл је дожививео успех у Сједињеним Државама, био на дванаесто месту листе Билборд хот 100, а продат је 118.000 ппримерака током прве недеље од објављивања и провео је четредесет недеља на другом месту листе Адулт поп.
Begin Again и You Got Me били су размаатрани као други синл албума, међутим I Never Told You објављен ке уместо њих, 16. фебруара 2010. године. Албум Breakthrough био је на четрдесет и осмом месту листе Билборд хот 100, као и на трећем месту листе Адулт поп.
Колби је од стране компаније БМИ препозната као текстописац године. У јулу 2010. године извела је песму God Bless America током бејзбол утакмице. У септембру 2010. извела је химну на уводној утакмици Националне фудбалске лиге у Њу Орлеансу и на фудбалској утакмици у Чикагу. У децембру 2010. године Колби је наступила на концерту током доделе Нобелове награде за мир у Ослу.
Трећи студијски албум под називом All of You, Колби је објавила 6. јула 2011. године. Дебтивао је на шестом месту листе Билборд 200, а продат је у 70.000 примерака током прве недеље од објављивања. До јуна 2014. године албум је продат у 331.000 премерака. Главни албумски сингл под називом I Do објављен је 7. фебруара 2011. године и доживео успех, дебитујући на двадесет и трећем месту америчке листе Билборд хот 100. Песма је добила позитивне критике од стране музичких критичара. Други сингл, под називом Brighter Than the Sun био је на педесет и првом мести листе Билборд хот 100. Колби је промовисала албум у шоу Today, 12. јула 2011. године и појавила у Ноћном шоу програму Џејла Леноа, 14. јула 2011. године. Песма What If дебитовала ја на седамдесет и седмој позицији листе Билборд хот 100. За наредни сингл, који су изгласали фанови изабрана је песма Favorite Song, објављена 8. маја 2012. године. Сингл се пуштао на великом броју радио станица у Сједињеним Државама и био на двадесет и првом месту листе Адулт по песама.
Колби се појавила у трећој епозоди ТВ серије Плејбој као певачица Лесли Гор из шездесетих година. У епозоди емитованој 3. октобра 2011. године, Колби је отпевала хит из 1963. године, It's My Party. Колби је своју улогу снимила у Чикагу.

### 2012—данас: Нови студијски албуми
Колби је објавила божићни албум под називом Christmas in the Sand, 23. октобра 2012. године. На албуму су гостовали Бред Пајсли, Гавин Деграв, Џастин Јанг и Џејсон Ривс. У том периоду, Колби је такође радила на четвртом студијско абуму. Средином 2012. године, променила је издавачку кућу и потписала уговор са Republic recordsom. Заједно са Гавином Дегравом написала је песму We Both Know за филм Сигуран рај. Песма је номинована за Греми награду, на 56. додели ове награде. Колби је отпевала националну химну Сједињених Држава на кошаркашкој утакмици, 6. октобра 2013. године. Нови сингл певачице Колби под називом Hold On објављен је 19. новембра 2013. године.
Песма Try објављена је као други албумски сингл у свету и као водећи сигнл у Сједињеним Државама, 9. јуна 2014. године, а наредног дана објављен је и видео на којем се налазе обожаваоци и уметници као што сту Хода Кот, Миранда Ламберт, Сара Барилис, Катрин ПекФи и чланови бенда Fifth Harmony. Четврти студиски албум под називом Gypsy Heart, објављен је 30. септембра 2014. године, а продуцирао га је амерички продуцент Бејбифејс. На албуму је учествовао косценариста Џејсон Риверс, као и косценаристи и продуценти Мак Мартин, Џулијан Бунет и Јохан Карлсон. Албум је дебитовао на седамнаестом месту листе Билборд 200, 18. октобра 2004. године, са 16.000 продатих примерака прве недеље од објављивања. Албум је продат у 91.000 примерака у Сједињеним Државама до октобра 2016. године.
Заједно са Џејсоном Ривесом и Тобијем Гадом, Колби је написала песму Chasing the Sun за Хилари Даф, Песма је објављена као први сингл њеног петог албума. Након тога, Колби је написала песму за The Walking Dead: Songs of Survival Vol. 2 названу The Way I Was, која је укључена у саундтрек албума. Дана 9. јуна 2014. године, Republic records објавио је Try, коју су написала Колби, Бејбифејс и Џејсон Ривес, а продуцирао ју је Бејбифејс. Песма је објављена као главни сингл албума Колби, под називом Gypsy Heart. Песма је до августа 2014. године била на педесет и петом месту листе Билборд хот 100, а касније јо је додељен платинаста статус од стране Америчког удружења дискографских кућа.
Током јесени 2016. године, Колби је започела акустичну турнеју како би промовисала свој нови албум, назван The Malibu Sessions. Први албумски сингл под називом Goldmine објављен је 22. јула 2016. године. Током 2018. године, Колби је са својим вереником Јустином Јангом и дугогодишњим сарадником Џејсоном Ривесом и његовом супругом Нели Џои основала бенд Gone West. Група је дебитовала 26. октобра 2018. године, а потписала уговор са издавачком кућом Grayscale Entertainment. Дана 12. августа 2020. године, Колби је на свом Инстаграм профилу објавила информацију да је група престала да постоји.

## Дискографија
- Coco (2007)
- Breakthrough (2009)
- All of You (2011)
- Christmas in the Sand (2012)
- Gypsy Heart (2014)
- The Malibu Sessions (2016)

## Филмографија
| Година | Назив               | Улога     | Напомена                               |
| ------ | ------------------- | --------- | -------------------------------------- |
| 2008.  | Três Irmãs          | самус ебе | Епизода: November 13, 2008             |
| 2009.  | Saturday Night Live | саму себе | Епизода: "Steve Martin/Jason Mraz"     |
| 2011.  | The Playboy Club    | Лесли Гор | Епизода: An Act of Simple Duplicity    |
| 2011.  | So Random!          | саму себе | Епизода : Colbie Caillat               |
| 2011.  | Majors & Minors     | гост      | Епизода: One World – Part 1 и Fly Away |

## Турнеје
| Главне - Coco Summer Tour (2007) - Coco World Tour (2008) - Breakthrough World Tour (2009–10) - All of You Summer Tour (2011–12) - Gypsy Heart Tour (2014) - The Malibu Sessions Tour (2016–17) | Заједничке - Girls Night Out, Boys Can Come Too (with Christina Perri) (2015) Гостујучће - Summer Tour (Џон Мајер) (2008) - Summer Tour (Гавин ДеГрав) (2012) |

## Награде и номинације
| Година | Награде                     | Категорија                             | Рад                                              | Исход      |
| ------ | --------------------------- | -------------------------------------- | ------------------------------------------------ | ---------- |
| 2008.  | Награда по избору тинејџера | Изабрани уметник                       | саму себе                                        | Номинација |
| 2008.  | Награда по избору тинејџера | Изабрана песма                         | Bubbly                                           | Номинација |
| 2008.  | Америчке музичке награде    | T-Mobile уметник                       | саму себе                                        | Номинација |
| 2008.  | Билборд музичке награде     | Звезда у успону                        | саму себе                                        | Освојено   |
| 2009.  | БМИ поп награде             | Текстописац године                     | саму себе                                        | Освојено   |
| 2009.  | БМИ поп награде             | Песма године                           | Bubbly                                           | Освојено   |
| 2009.  | Награда по избору публике   | Избор музике                           | Lucky                                            | Номинација |
| 2010.  | Награда Греми               | Албум године                           | Fearless (као гостујући музичар са Тејлор Свифт) | Освојено   |
| 2010.  | Награда Греми               | Најбоља поп сарадња са вокалима        | Lucky (са Џејсоном Мразом)                       | Освојено   |
| 2010.  | Награда Греми               | Најбоља поп сарадња са вокалима        | Breathe (са Тејлор Свифт)                        | Номинација |
| 2010.  | Награда Греми               | Најбољи поп вокал на албуму            | Breakthrough                                     | Номинација |
| 2010.  | Награда по избору људи      | Омиљена сарадња                        | Lucky (са Џејсоном Мразом)                       | Номинација |
| 2014.  | Награда Греми               | Најбоља песма написама за Visual Media | We Both Know                                     | Номинација |
| 2015.  | МТВ Видео награда           | Најбољи видео спот са поруком          | Try                                              | Номинација |
| 2016.  | БМИ ПОП награда             | Награђена песма                        | Try                                              | Освојено   |